# Witnekwezel
De witnekwezel (Poecilogale albinucha)  is een zoogdier uit de familie van de marterachtigen (Mustelidae). De wetenschappelijke naam van de soort werd voor het eerst geldig gepubliceerd door Gray in 1864.

## Kenmerken
Dit solitaire dier heeft een lang en slank lichaam. De vacht is zwart met een witte vlek op de kop, die bij de nek uitloopt in twee strepen, die zich op hun beurt splitsen. Een van de banen loopt naar opzij over de flank. Bij de bossige staart komen de vier strepen weer samen. De lichaamslengte bedraagt 25 tot 35 cm, de staartlengte 15 tot 23 cm en het gewicht 225 tot 350 gram.

## Leefwijze
Hun voedsel bestaat uit muizen en andere kleine knaagdieren, maar ook vogeltjes en eieren staan op het menu. Het zijn goede gravers, dankzij hun lange nagels aan de voorpoten. Bij dreigend gevaar spuiten ze een stinkende vloeistof uit hun anale klieren.

## Voorkomen
De soort komt voor in open habitats in Angola, Botswana, Burundi, Congo-Kinshasa, Kenia, Malawi, Mozambique, Namibië, Congo-Brazzaville, Rwanda, Zuid-Afrika, Tanzania, Oeganda, Zambia en Zimbabwe.